# César Ricardo de Lucena
César Ricardo de Lucena, noto semplicemente come César o César Lucena (Guarulhos, 6 luglio 1980), è un allenatore di calcio ed ex calciatore brasiliano, di ruolo difensore.

## Caratteristiche tecniche
È un difensore centrale.